# Drapeau de Maurice
Le drapeau de Maurice, couramment appelé en français Les Quatre Bandes  et en anglais The Four Stripes, a été adopté le 12 mars 1968 à l'occasion de l'indépendance du pays. Il est constitué de quatre bandes horizontales de mêmes proportions et de quatre couleurs différentes.
Le drapeau a été créé par Gurudutt Moher.

## Signification des couleurs
Le drapeau de Maurice se compose de bandes rouge, bleue, jaune et verte: 
- le rouge représente la lutte pour la liberté et l'indépendance ;
- le bleu représente l'océan Indien au milieu duquel l’Ile Maurice est située ;
- le jaune représente la lumière nouvelle de l'indépendance qui brille sur l'île ;
- le vert représente l'agriculture de Maurice et ses couleurs tout au long des douze mois de l'année.

## Autres versions

### Pavillons

Pavillon civil
Pavillon d'État
Pavillon de guerre

#### Drapeaux historiques

Maurice hollandaise ; Drapeau de la Compagnie néerlandaise des Indes orientales (1638–1710)
Isle de France ; Drapeau du Royaume de France (1715–1792)
Isle de France ; Drapeau de la Première république et du Premier Empire français (1792–1810)
Maurice britannique ; Premier drapeau colonial (1869-1906)
Maurice britannique ; Deuxième drapeau colonial (1906-1923)
Maurice britannique ; Troisième drapeau colonial (1923-1968)
Maurice ; Drapeau actuel (1968–présent)